# SvampBob: Jakten på Fyrkant
SvampBob: Jakten på Fyrkant (engelska: The SpongeBob Movie: Search for SquarePants) är en animerad amerikansk äventyrs-komedifilm, med planerad premiär 2025. Filmen är baserad på TV-serien Svampbob Fyrkant, skapad av Stephen Hillenburg. Filmen är regisserad av Derek Drymon, med manus skrivet av Pam Brady och Matt Lieberman. Handlingen följer SvampBob när han reser till havets djup för att möta Den Flygande Holländaren. Det är den fjärde biofilmen baserad på serien, efter Svamp på rymmen från 2020.
Filmen har biopremiär i USA den 19 december 2025 och Sverige någon gång under 2026, utgiven av Paramount Pictures.

## Rollista (i urval)

### Engelska originalröster
- Tom Kenny – Svampbob Fyrkant[5]
- Clancy Brown – Herr Krabba[5]
- Rodger Bumpass – Bläckvard Tentakel[5]
- Bill Fagerbakke – Patrik Stjärna[5]
- Carolyn Lawrence – Sandy Kind[5]
- Mr. Lawrence – Plankton[5]
- Mark Hamill – Den Flygande Holländaren[6]